# Les Révoltés de la Bounty

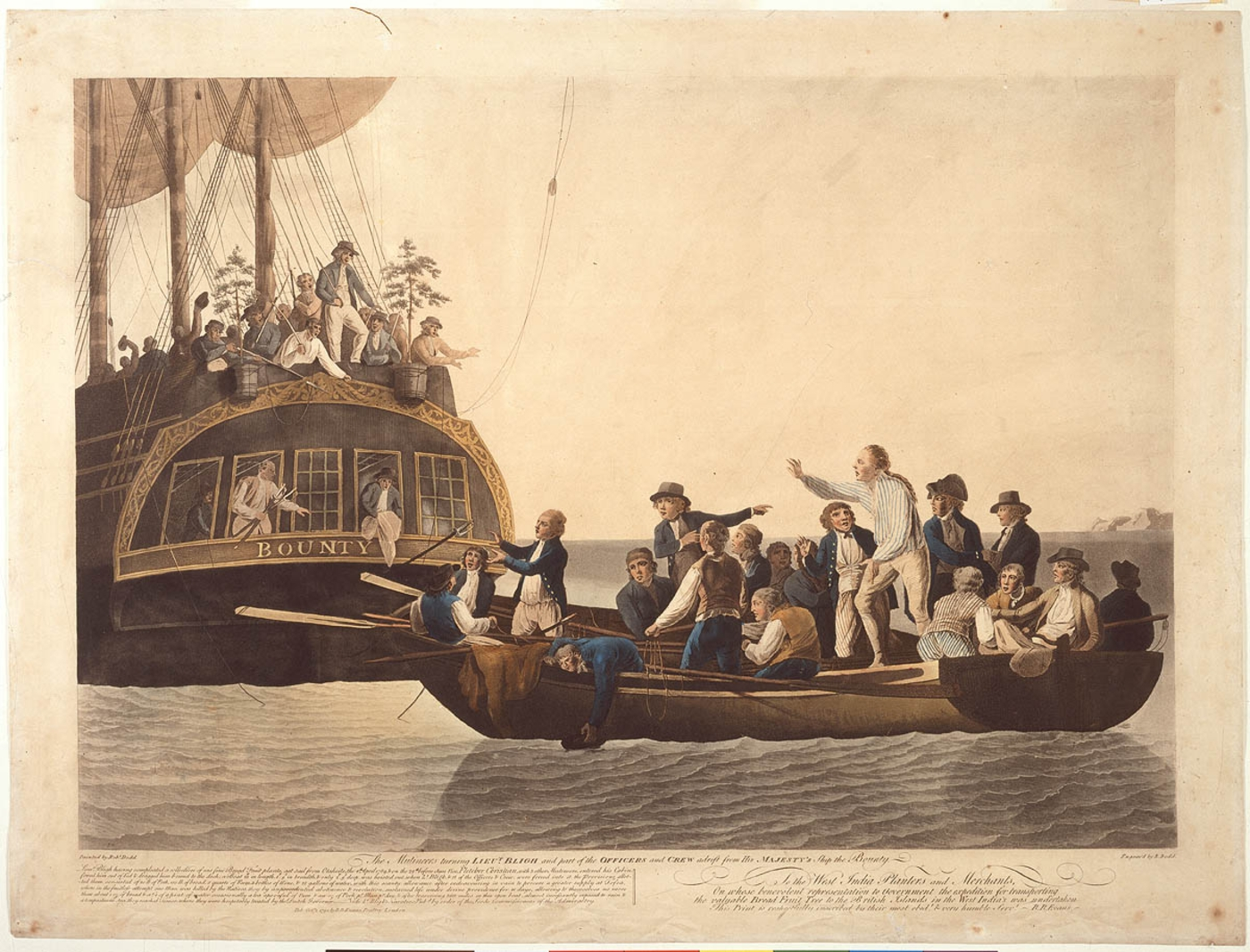
Bligh und die loyal gebliebenen Seeleute verlassen die Bounty.
Darstellung von Robert Dodd, 1790

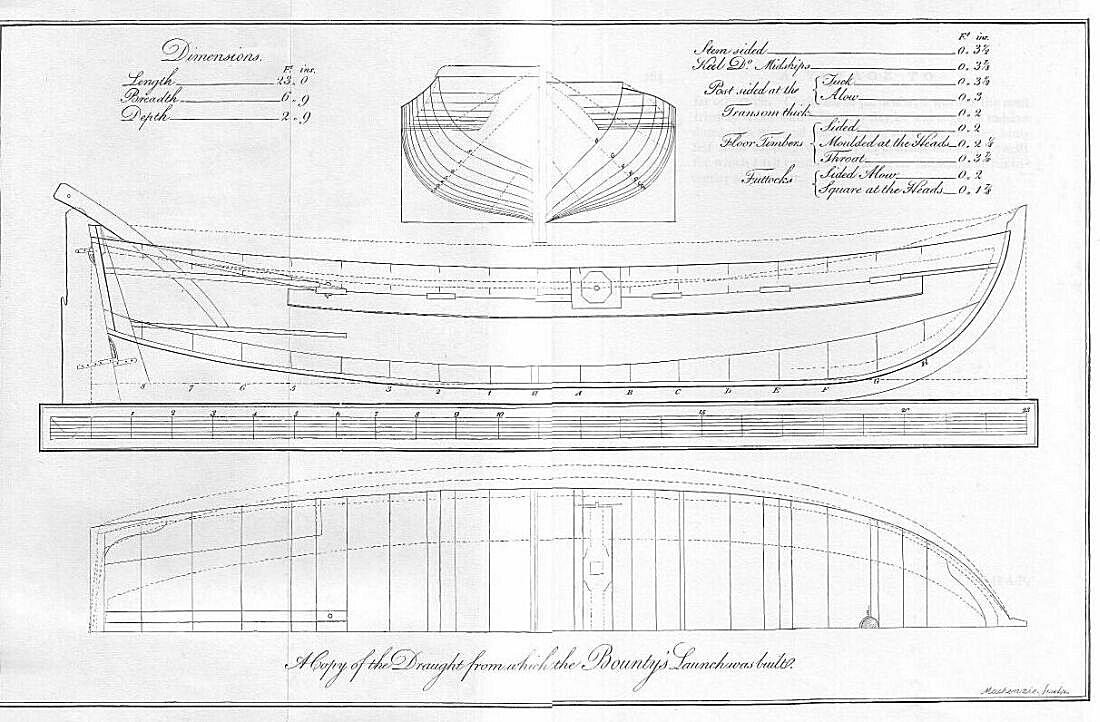
Das Beiboot der Bounty

Les Révoltés de la Bounty ist eine Kurzgeschichte des französischen Autors Jules Verne. Sie wurde 1879 unter diesem französischen Titel als Anhang des Bandes 18 der Voyages extraordinaires Die 500 Millionen der Begum (französischer Originaltitel Les Cinq Cents Millions de la Bégum) in Frankreich veröffentlicht.

## Handlung
Der ehemalige Collier (Kohletransporter) Bounty der Royal Navy verlässt unter dem Kommando des Leutnants William Bligh 1787 den britischen Hafen Portsmouth. Ihre Aufgabe ist es, auf den damals noch unerforschten Südsee-Inseln Schösslinge des Brotfruchtbaumes zu holen. Das Ziel der britischen Regierung ist es, diese auf den Westindischen Inseln anzupflanzen. Auf Tahiti werden bei einem fünfmonatigen Aufenthalt die Schösslinge an Bord genommen. Auf der weiteren Fahrt wird die Bounty noch in der Südsee von Meuterern unter Führung des Ersten Offiziers Fletcher Christian in Beschlag genommen. Bligh wird mit mehreren Getreuen in einer Schaluppe ausgesetzt. Ihm und seiner Schaluppen-Besatzung gelingt es jedoch, nach 48 Tagen auf offener See den einzigen Bligh damals bekannten europäischen Stützpunkt in Kupang auf der 5.800 Kilometer entfernten Insel Timor zu erreichen. Diese Fahrt der überladenen Schaluppe unter strapaziösen Bedingungen gilt bis heute als eine nautische Höchstleistung von William Bligh.
Die Fahrt der Meuterer mit der Bounty dagegen endet an der Insel Pitcairn, wo diese sich ansiedeln.

## Besonderheit
Im Gegensatz zu anderen Erzählern der Geschichte der Meuterei auf der Bounty stellt Jules Verne die Fahrt der Schaluppe unter dem Kommando von Bligh und dessen besondere nautischen Leistung in den Vordergrund.